# Alt-J
Alt-J (також відомі як Δ) — британський інді-рок-гурт, cтворений в 2007 році в Лідсі, Англія.
Гурт заснували: Гвіл Сайнсбері (гітара / бас), Джо Ньюман (гітара / вокал), Гас Ангер-Гамільтон (клавішні / вокал) і Том Грін (барабани).
Реліз дебютного альбому «An Awesome Wave» відбувся в травні 2012 року в Європі і в вересні того ж року в США. Отримав премію Mercury Prize й став найкращим альбомом Об'єднаного Королівства та Ірландії. Їхній другий альбом, This Is All Yours, вийшов 22 вересня 2014 року і одразу посів перше місце у Великій Британії. У червні 2017 року гурт випустив третій студійний альбом Relaxer, а в лютому 2022 року - четвертий студійний альбом The Dream.

## Назва

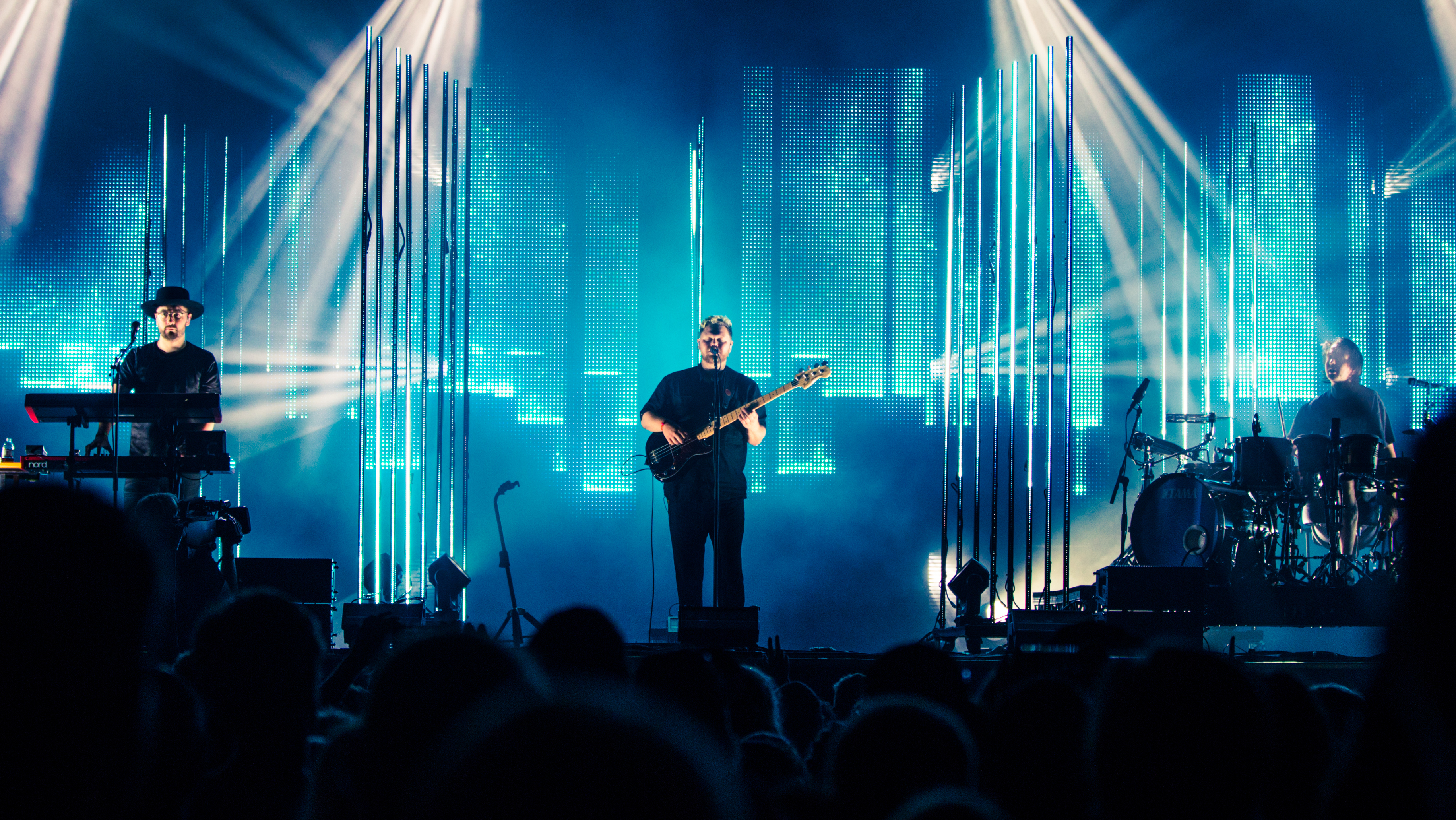
alt-J у 2018 році

Символом гурту є знак дельта, Δ, який традиційно використовується в наукових дослідженнях, щоб вказати «зміна» або «відмінність». Символ Δ може бути введений на Apple Mac за допомогою комбінації клавіш ⌥ Option + J (Option відповідає клавіші Alt на клавіатурі PC). «Alt-J» були раніше відомі і як «Daljit Dhaliwal» і «Films», але пізніше були змушені перейти до «alt-J», тому що американська група з назвою «Films» вже існує.

## Історія

### Формування і ранні роки: 2007—2010
Гурт alt-J був створений, коли Гвільям Сайнсбері, Джо Ньюман, Гас Ангер-Гамільтон і Том Грін зустрілися в Лідському Університеті в 2007.
У другому році навчання Ньюман показав Сайнсбері тексти своїх пісень і тоді вони стали створювати до них музику. Вони проводили репетиції в гуртожитку. Незвичайне звучання групи пов'язано з тим, що в студентських гуртожитках не можна було шуміти, і тому вони були не в змозі використати бас гітари або бас барабани.

### An Awesome Wave та гастролі: 2011—2012
Після закінчення навчання гурт переїхав в Кембридж, де кілька місяців хлопці працювали над своєю музикою, перш ніж підписати угоду з Infectious Records в грудні 2011. Їх чотири треки «Breezeblocks», «Hand-Made», «Matilda» і «Tessellate» були записані з продюсером Чарлі Ендрю в Лондоні.
Після пісень «Matilda» і «Fitzpleasure» вийшла пісня «Breezeblocks», так став утворюватися альбом «An Awesome Wave». Над цим альбомом так само працював Чарлі Ендрю. Альбом записувався на Iguana Studios і в Брикстоні, де група записувала треки у вільний від студії час. Дебютний альбом вийшов 28 травня 2012 року у Великій Британії, Європі та Австралії і 18 вересня 2012 року в Північній Америці за допомогою Canvasback Music. Альбом отримав позитивні відгуки.
Гурт почав регулярно виступати на літніх фестивалях в тому числі і на Latitude, Bestival, Reading and Leeds, T in the Park, Green Man, Pukkelpop і Lowlands. У них так само був тур по Америці в грудні 2012 і вони виступали на Laneway Festival tour в Австралії. У 2012 році група була оголошена переможцями Mercury Prize за їх альбом. Незабаром альбом досяг 13-го місця в британському чарті. Група пояснила ці події так: «Життя змінюється, було відчуття, що ми самозванці, що ми гурт, який отримав все це, далеко не бувши справжній гуртом, ми просто хлопці з Лідса, які пройшли через все заплутане і за допомогою магії виграли Mercury Prize».

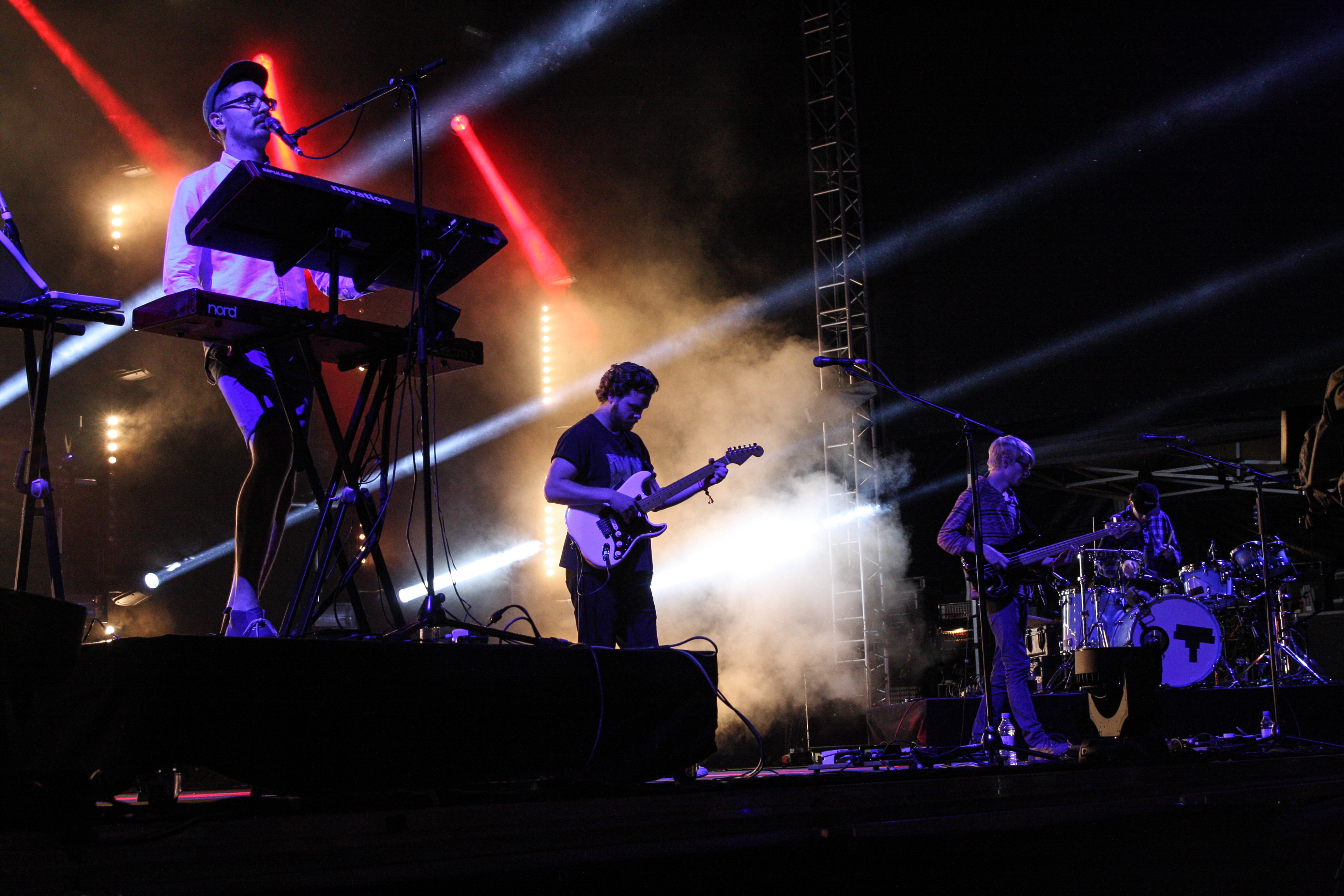
alt-J на Melt! Festival у 2013 році

### This Is All Yours: 2013—теперішній час
Гвільям Сайнсбері покинув alt-J 13 січня 2014 року. Було оголошено в Твіттер, що він змушений піти, але гурт буде продовжувати існувати.
На початку червня 2014 року alt-J оголосили про початок їхнього туру, який відбудеться в Північній Америці протягом жовтня та листопада. 23-денний тур розпочався 14 жовтня в Ванкувері та закінчився в Вашингтоні, округ Колумбія 19 листопада. 9 червня 2014 року група оголосила про вихід другого альбому під назвою «This Is All Yours», який був випущений 22 вересня. Він одразу став номером один в Британських Офіційних Чартах.

## Нагороди
У 2012 році дебютний альбом An Awesome Wave виграв Mercury Prize. alt-J так само були номіновані на три премії Brit Awards (Британський Прорив Року, Британський Альбом Року та Британський Гурт Року). An Awesome Wave був оголошений BBC Radio 6 Music Album як кращий альбом 2012 року. This Is All Yours був номінований на премію Греммі за кращий альбом альтернативної музики.

## Учасники

#### Діючий склад
- Джо Ньюман — гітара, вокал (2007-теперішній час)
- Том Грін — ударні (2007-теперішній час)
- Гас Ангер-Гамільтон — клавіші, бек-вокал (2007-теперішній час)

#### Сесійні музиканти
- Камерон Найт — бас-гітара, гітара, семплер (2014 теперішній час)

#### Колишні учасники
- Гвільям Сайнсбері — бас-гітара, гітара (2007—2014)

## Дискографія

### Студійні альбоми
- An Awesome Wave (2012)
- This is All Yours (2014)
- Relaxer (2017)
- The Dream (2022)

### Мініальбоми
- ∆ (Demo EP) (2011)
- iTunes Session (2013)